# 1542
- Wikisource

| Calendário gregoriano                                                        | 1542 MDXLII                                          |
| Ab urbe condita                                                              | 2295                                                 |
| Calendário arménio                                                           | 991 – 992                                            |
| Calendário bahá'í                                                            | -302 – -301                                          |
| Calendário budista                                                           | 2086                                                 |
| Calendário chinês                                                            | 4238 – 4239 Início a 16 de janeiro (aproximadamente) |
| Calendário copta                                                             | 1258 – 1259                                          |
| Calendário etíope                                                            | 1534 – 1535                                          |
| Calendários hindus - Vikram Samvat - Calendário nacional indiano - Cáli Iuga | 1597 – 1598 1463 – 1464 4642 – 4643                  |
| Calendário Holoceno                                                          | 11542                                                |
| Calendário islâmico                                                          | 949 – 950                                            |
| Calendário judaico                                                           | 5302 – 5303                                          |
| Calendário persa                                                             | 920 – 921                                            |
| Calendário rúnico                                                            | 1792                                                 |
| Calendário solar tailandês                                                   | 2085                                                 |

1542 (MDXLII na numeração romana) foi um ano comum do século XVI do Calendário Juliano, da Era de Cristo, a sua letra dominical foi A (52 semanas), teve início a um domingo e terminou também a um domingo.
| Ano completo                    |
| ------------------------------- |
| Ano comum com início ao domingo |

## Eventos
- Bula do Papa Paulo III de autorização para a fundação do primeiro convento de freiras de Angra. O Convento de São Gonçalo em Angra do Heroísmo, fundado por Brás Pires do Canto.[1][2]
- Fernão Mendes Pinto, Diogo Zeimoto e Cristóvão Borralho chegam ao Japão.
- Nomeação do licenciado Nuno Álvares Pereira no cargo de ouvidor e visitador geral das ilhas dos Açores.
- Criação do imposto da carne na ilha da Madeira.
- Naufrágio, junto à ilha Terceira, da nau cognominada Grifo, capitaneada por Baltazar Jorge.[3]
- Os portugueses abandonam Safim, na costa ocidental de Marrocos.

### Fevereiro
- 2 de fevereiro – Batalha de Bacente: Os portugueses liderados por Cristóvão da Gama capturam um forte muçulmano no nordeste da Etiópia.
- 13 de fevereiro
  - Catarina Howard, quinta esposa de Henrique VIII de Inglaterra, é executada por adultério
  - Gonzalo Pizarro e Francisco de Orellana descobrem o rio Amazonas.

### Agosto
- 28 de agosto – Batalha de Wofla na Etiópia: Reforçado com pelo menos 2 900 arcabuzeiros e cavalaria, o Imame Ahmad Gragn ataca o acampamento do Império Português. Os portugueses estão dispersos; Cristóvão da Gama é capturado e executado no dia seguinte.[4]

## Nascimentos
- Janeiro
  - 27 de janeiro – Giuseppe Guami, compositor e organista italiano (m. 1611).
- Fevereiro
  - 22 de fevereiro – Santino Garsi, compositor e tocador de alaúde italiano (m. 1604).
- Março
  - 2 de março – Petrus Hogerbeetius, médico e poeta holandês (m. 1599).
  - 8 de março – Wolfgang Amling, pseudônimo, Theophilus Evodius, teólogo e reformador alemão (m. 1606).
  - 19 de março – Jan Zamoyski, Ioannes de Zamość, magnata, duque e secretário do rei Sigismundo II da Polônia (m. 1605). Jan Zamoyski (1542-1605)
- Abril

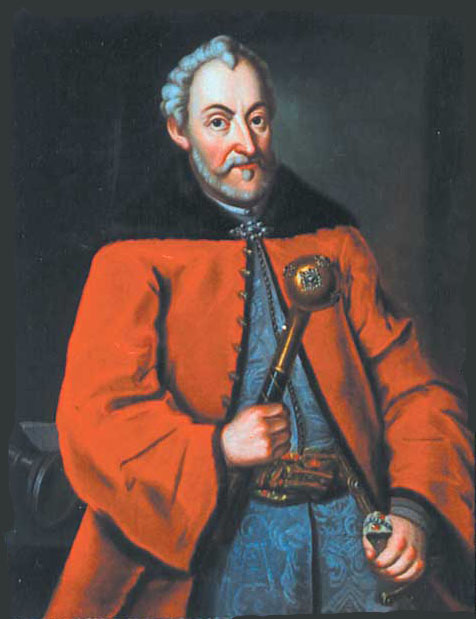
Jan Zamoyski (1542-1605)

  - 20 de abril – Johannes Hedericius, teólogo luterano alemão (m. 1617).
  - 22 de abril – Georg Rollenhagen, pastor, escolástico, poeta e pedagogo alemão (m. 1609).
- Maio
  - 21 de maio – Johannes Stuckius, antiquariano, filólogo suíço e professor de teologia (m. 1607).
- Junho
  - 24 de junho – São João da Cruz, santo e religioso espanhol (m. 1591).
- Julho
  - 24 de julho – Wilhelm Canter, helenista e filólogo alemão (m. 1575).

- Outubro

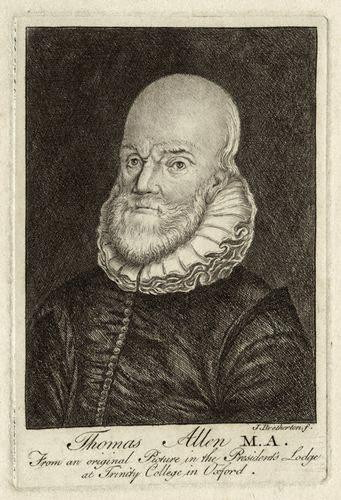
Thomas Allen (1542-1632), gravura do século XVII de James Bretherton

  - 1 de outubro – Álvaro de Mendaña de Neira, explorador, navegador e cartógrafo espanhol (m. 1595).
  - 4 de outubro – Roberto Bellarmino, erudito, teólogo e santo italiano (m. 1621).
  - 15 de outubro – Aquebar, o maior dos imperadores mogul na Índia (m. 1605).
  - 20 de outubro – Bernardus Furmerius, historiador e humanista holandês (m. 1616).
- Novembro
  - 9 de novembro – Anders Sørensen Vedel, sacerdote, tradutor e historiador dinamarquês (m. 1616).
- Dezembro
  - 08 de dezembro – Maria Stuart, Rainha da Escócia,  (m. 1587).
  - 21 de dezembro – Thomas Allen (1542-1632), matemático, antiquariano e místico irlandês (m. 1632).

## Mortes
- Janeiro
  - 6 de janeiro – Bernaert van Orley, também chamado Barend van Orley, pintor e decorador belga (n. 1481).
- Fevereiro
  - 13 de fevereiro – Alessandro Cesarini, bispo e cardeal italiano (n. ?).
  - 13 de fevereiro – Catherine Howard, quinta esposa de Henrique VIII, Rei da Inglaterra (1540-1542) (n. 1520).
  - 22 de fevereiro – Nikolaus Federmann, aventureiro e conquistador alemão (n. 1505).
- Maio
  - 21 de maio – Hernando de Soto, explorador espanhol (n. 1496).
- Agosto
  - 4 de agosto – Pomponius Cecius, cardeal, Bispo de Sutri e de Nepi (n. ?).
  - 24 de agosto – Gasparo Contarini, cardeal e embaixador italiano, e chefe de estado Veneziano (n. 1483).
  - 29 de agosto – Cristóvão da Gama, militar e explorador colonial português (n. 1515).
- Setembro
  - 16 de Setembro – Diego de Almagro, o Moço, explorador espanhol, assassino de Francisco Pizarro (n. 1520).
  - 21 de Setembro – Juan Boscán Almogáver, poeta e tradutor catalão (n. 1492).
- Novembro
  - 05 de Novembro – Nicolaus Clenardus, Nicolaas Cleynaerts, teólogo e humanista belga (n. 1495)
- Dezembro
  - 14 de Dezembro – James V, Rei da Escócia,  (n. 1512).

## Por tema
- 1542 na arte
- 1542 no Brasil